# 柿弘美
柿 弘美（かき ひろみ、1975年6月1日 - ）は、日本の女優。グリーンメディア所属。

## 出演作品

### テレビ
- ふたりのビッグショー「鹿賀丈史＆市村正親」（コーラスガールとして）「恋の門」（2002年3月8日、NHK総合）
- スペシャルドラマ「血脈」 作・佐藤愛子　演出・久世光彦（2003年9月8日、テレビ東京）
- 妄想姉妹〜文學という名のもとに〜（2009年、日本テレビ）
- あり得ない! 第7話（2010年2月24日、MBS） - 重田 役
- やじうまテレビ! 旬感ランキング（2012年、テレビ朝日）
- 恋する私のベーカリー（2012年、LaLa TV） - 綾小路香苗 役
- 都市伝説の女（テレビ朝日）
  - Part1 最終話（2012年6月8日）
  - Part2 第1話（2013年10月11日）
- 好好!キョンシーガール〜東京電視台戦記〜（2012年、テレビ東京）
- サキ（2013年、関西テレビ/MMJ共同制作・フジテレビ） - 編集者 役
- 事件救命医〜IMATの奇跡〜（2013年10月6日、テレビ朝日）
- 明日の光をつかめ -2013 夏- 第11話（2013年7月15日、東海テレビ制作・フジテレビ） - 店員 役
- 闇金ウシジマくん Season2 第1話（2014年1月17日、MBS制作・TBS） - 主婦 役
- 出張鑑定人・宝来伝吉（2014年4月25日、フジテレビ） - お手伝い 役
- デート〜恋とはどんなものかしら〜 第5話（2015年2月16日、フジテレビ）
- 警視庁いきもの係 第6話（2017年8月13日、フジテレビ） - 岡野 役
- 健康で文化的な最低限度の生活 CASE9（2018年9月11日、関西テレビ制作・フジテレビ） - 野中寛子 役
- KBOYS 第3話・最終話（2018年10月25日・12月13日、朝日放送） - 川口大介の母 役
- 映像研には手を出すな! 第肆話（2020年4月27日（MBS）・4月29日（TBS）、MBS制作・TBS） - ママ（模擬スナック部） 役
- 七人の秘書 第2話（2020年10月29日、テレビ朝日） - 鈴木二葉の元部下 役
- コタローは1人暮らし（2021年、テレビ朝日） - カケルの母 役
- しもべえ 第3話（2022年1月21日、NHK総合） - 康子の同僚 役
- 愛しい嘘〜優しい闇〜 第4話（2022年2月4日、テレビ朝日）
- 精神分析医 氷室想介の事件簿〜超高層ビル密室殺人の謎〜（2022年2月26日、BS-TBS）
- DOCTORS〜最強の名医〜 ファイナル（2023年） - 柿田早苗 役
- 『I am…』23歳たち「終りの季節」（2024年1月26日配信、FOD / 3月18日〈予定〉、フジテレビ）[1][2][3]
- アイシー〜瞬間記憶捜査・柊班〜 第1話（2025年1月21日、フジテレビ）[4]

### 映画
- 美しい花（2010年6月12日） - 主演：陽香 役
- 地獄でなぜ悪い Why don’t you play in hell?（2013年9月28日、園子温監督）

### CM
- WOWOW「WOWOWプライム」（2012年）
- キリン「キリン氷結」CF（2013年）

### 舞台
- いずみたくミュージカル「悪魔になってみませんか？」
- 劇団名作座公演「奇跡の人」ヘレン・ケラー 役
- 劇団四季ミュージカル「エルリック・コスモスの239時間」
- サンリオファミリーミュージカル「忍者風雲録」「It's A Musical!!」
- 現在制作舎公演「うしろ姿のしぐれてゆくか、、、山頭火」
- 劇団オッホ公演「ソバヲトコイスルオンナ」「乱されたい」「否否否」
- 沢田研二・緒形拳主演　音楽劇「風狂伝'02」作・演出　久世光彦
- 沢田研二・志村けん主演音楽劇「さあ殺せ!!」作・演出　久世光彦
- プラチナペーパーズ 堤康之氏主宰ブルーヒップス公演「ナホトカ」「鼻をかむ女」
- ラ・サプリメントビバ「100点マウンテン」コントオムニバス
- 劇団散歩道楽公演「にゃ二郎の恋」
- 劇団クロックガールズ公演「あり得ない！」
- 「死んでも言っちゃいけない10の事」
- 「トラブル万歳!」
- 「やっぱりカフェが好き」
- 「間違いだらけのスポーツクラブ」
- DHE@stageロックミュージカル「King of the Blue」- 琴夜叉 役
- DHE@stage「源氏物語×大黒摩季songs〜ボクは、十二単に恋をする〜」 - 末摘花 役
- DHE@stageロックミュージカル「陰陽師」 - 陽傘 役
- DHE@stage「恋する私のベーカリー」 - 綾小路香苗 役